# Шатийон — Монруж (станция метро)
«Шатийо́н — Монру́ж» (фр. Châtillon – Montrouge) — конечная станция линии 13 Парижского метрополитена, расположенная на границе трёх коммун — Шатийон, Монруж (от которых и образовано название станции), а также Баньё. На станции установлены автоматические платформенные ворота.

## История
- Станция открылась 9 ноября 1976 года в конце одного из двух пусковых участков, открывшихся в этот день и коренным образом изменивших историю линии 13 (участок Порт-де-Ванв — Шатийон — Монруж).
- В 2008 году с этой станции начались работы по автоматизации линии 13, на ней были установлены автоматические платформенные ворота, аналогичные тем, что позднее были применены при автоматизации линии 1.
- Пассажиропоток по станции по входу в 2011 году, по данным RATP, составил 6 540 563 человек[3]. В 2015 году этот показатель вырос до 7 124 158 пассажиров (37 место по уровню входного пассажиропотока в Парижском метро)[4]

## Перспективы
К 2022 году, в рамках проекта Гранд Пари Экспресс, планируется сооружение пересадки на южное полукольцо будущей линии 15..

## Путевое развитие
Станция состоит из трёх путей: на крайнем западном располагается платформа для высадки пассажиров, между двумя другими — платформа для посадки. К югу от станции примыкает парк оборота и отстоя поездов, плавно переходящий в парковые пути ателье де Шатийон, обслуживающего линию 13.

## Галерея

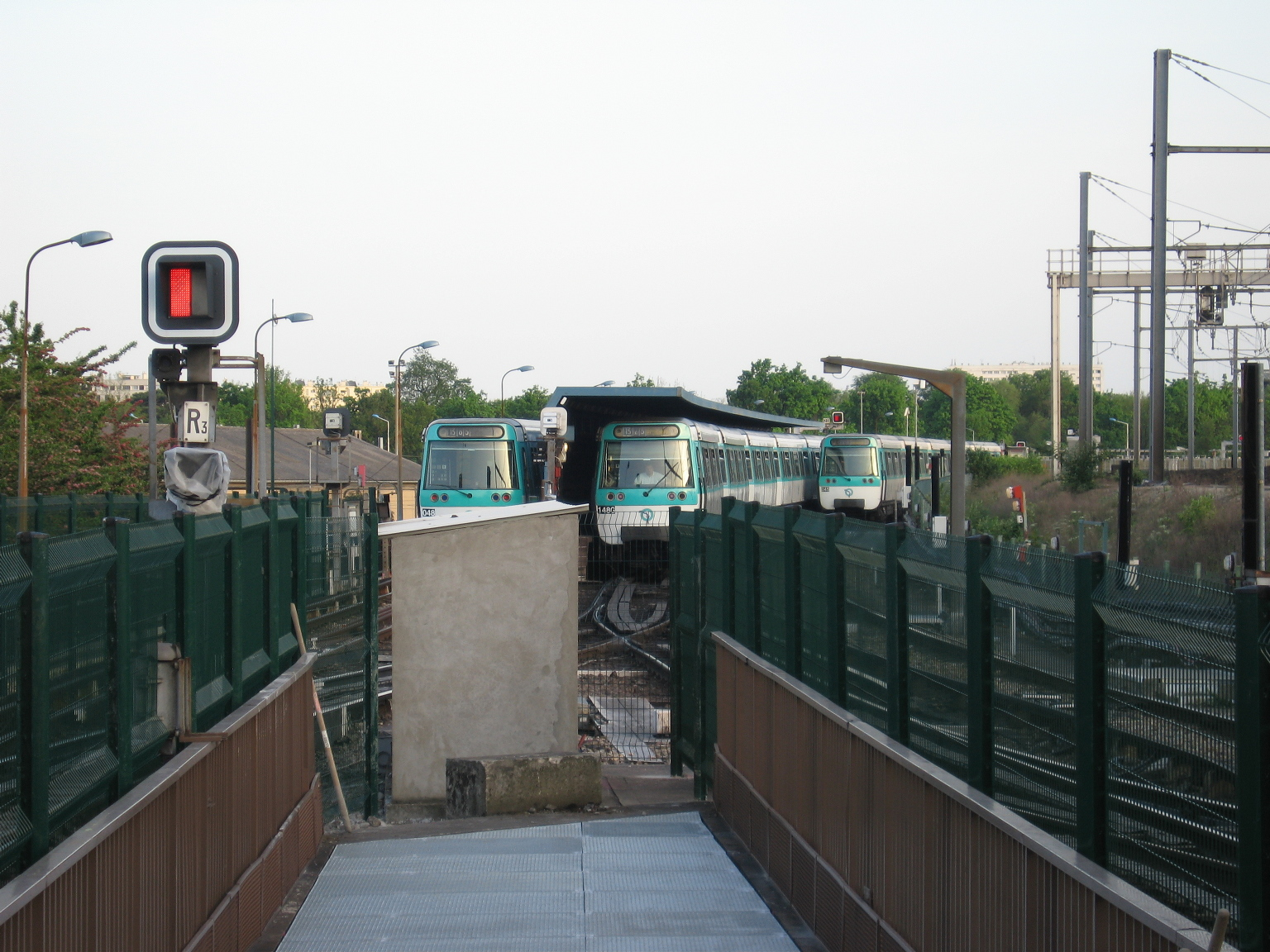
Вид на пути для оборота поездов
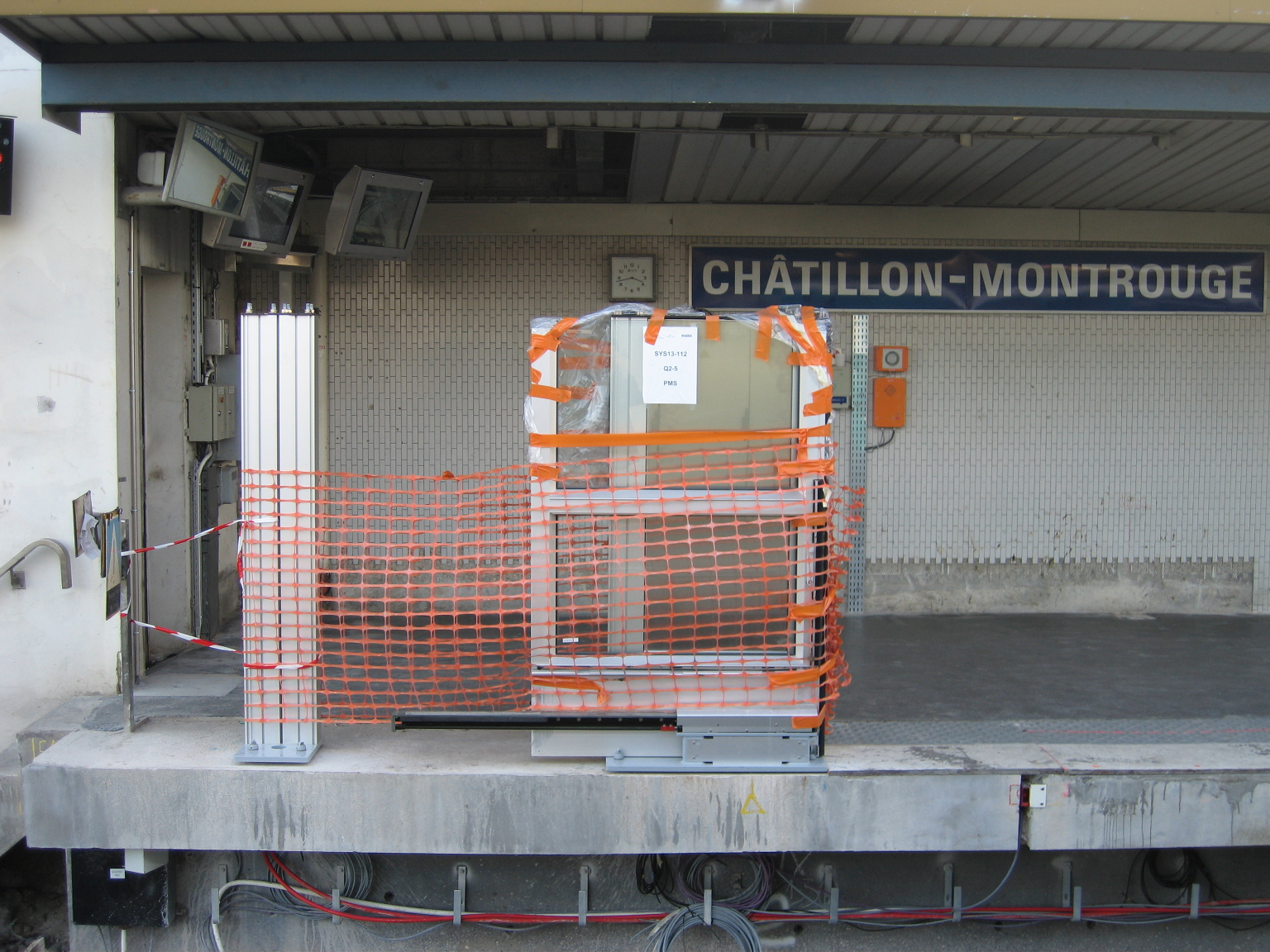
Начало установки автоматических платформенных ворот
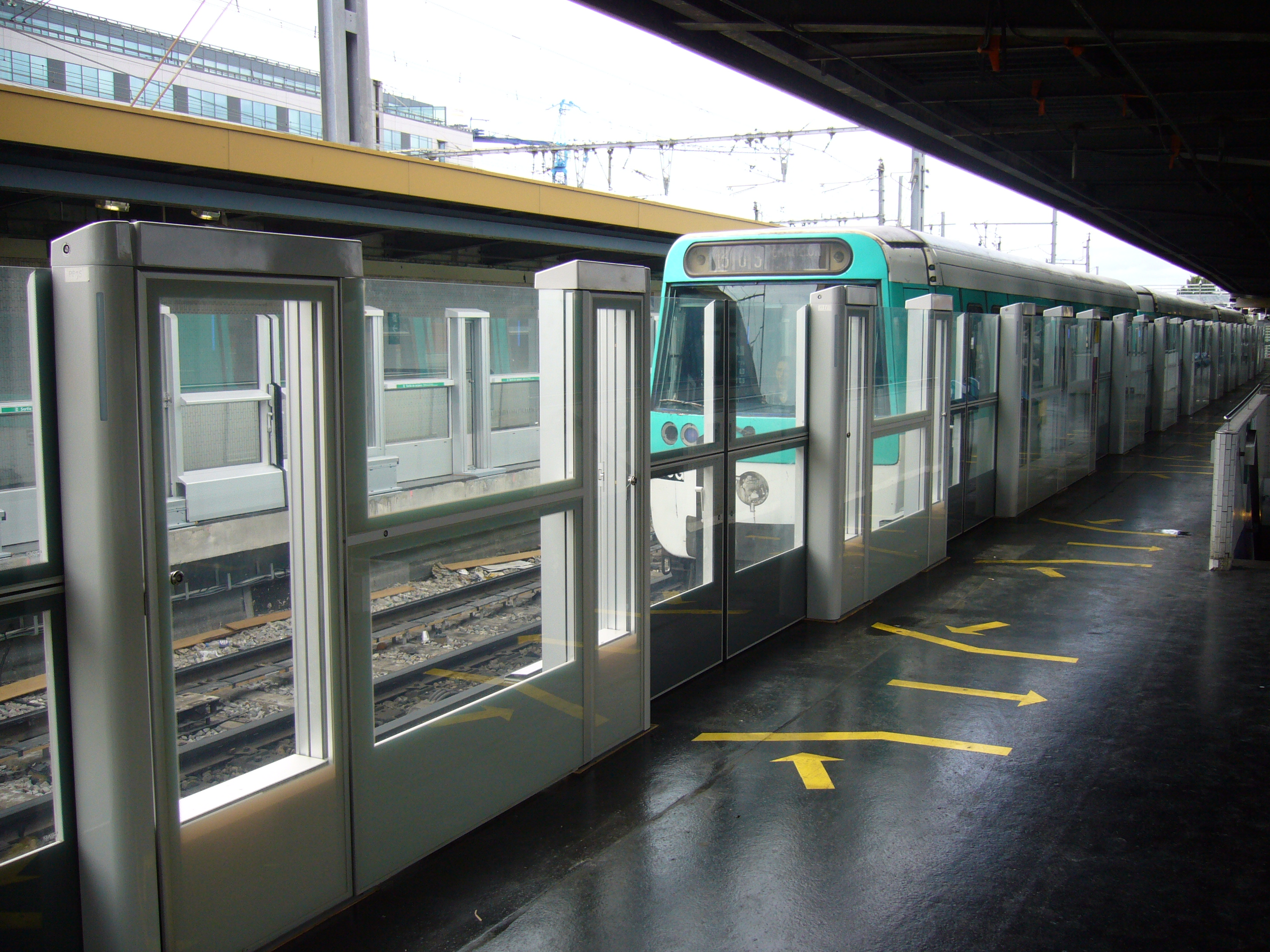
Автоматические платформенные ворота
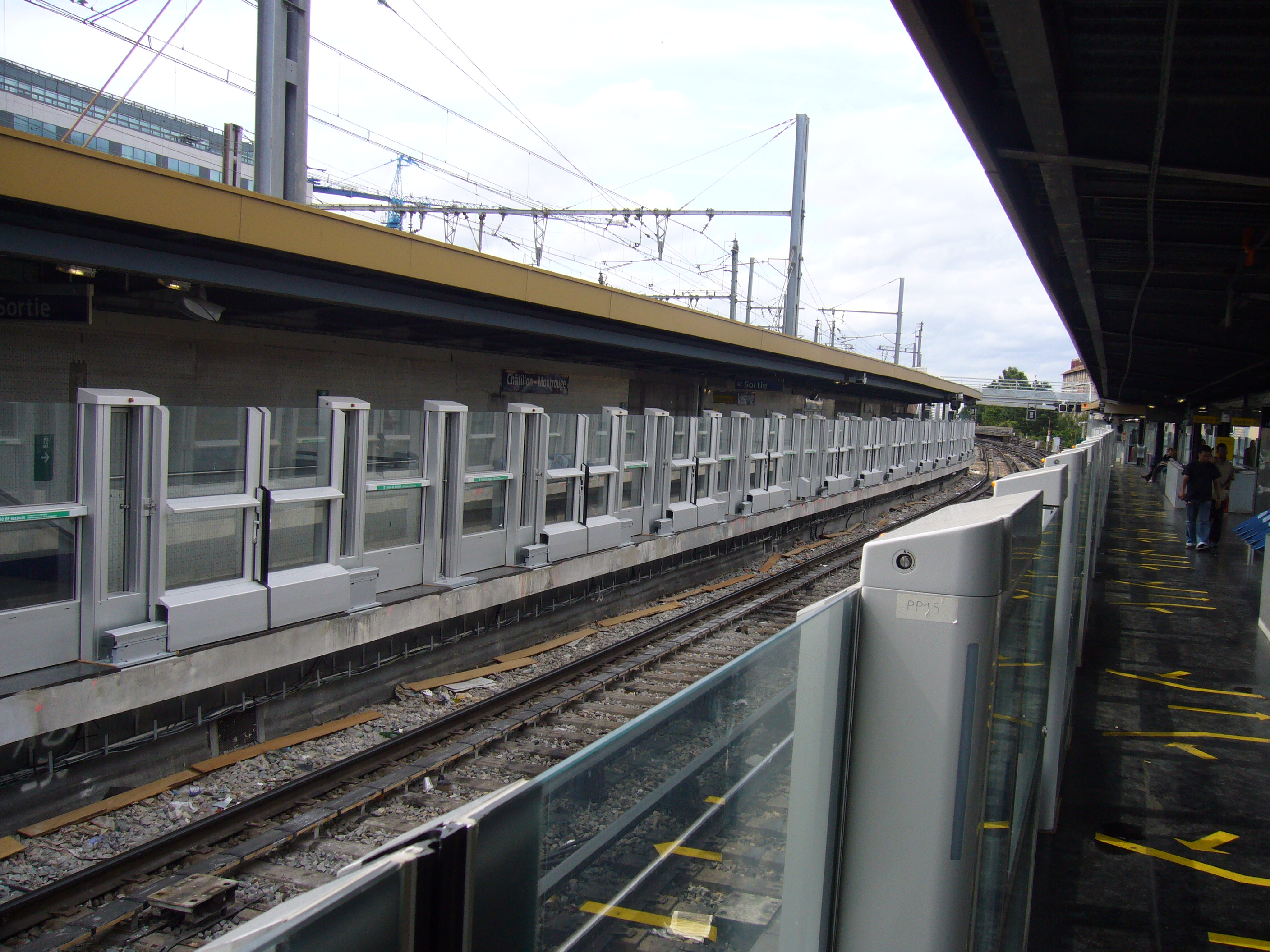
Вид на станцию
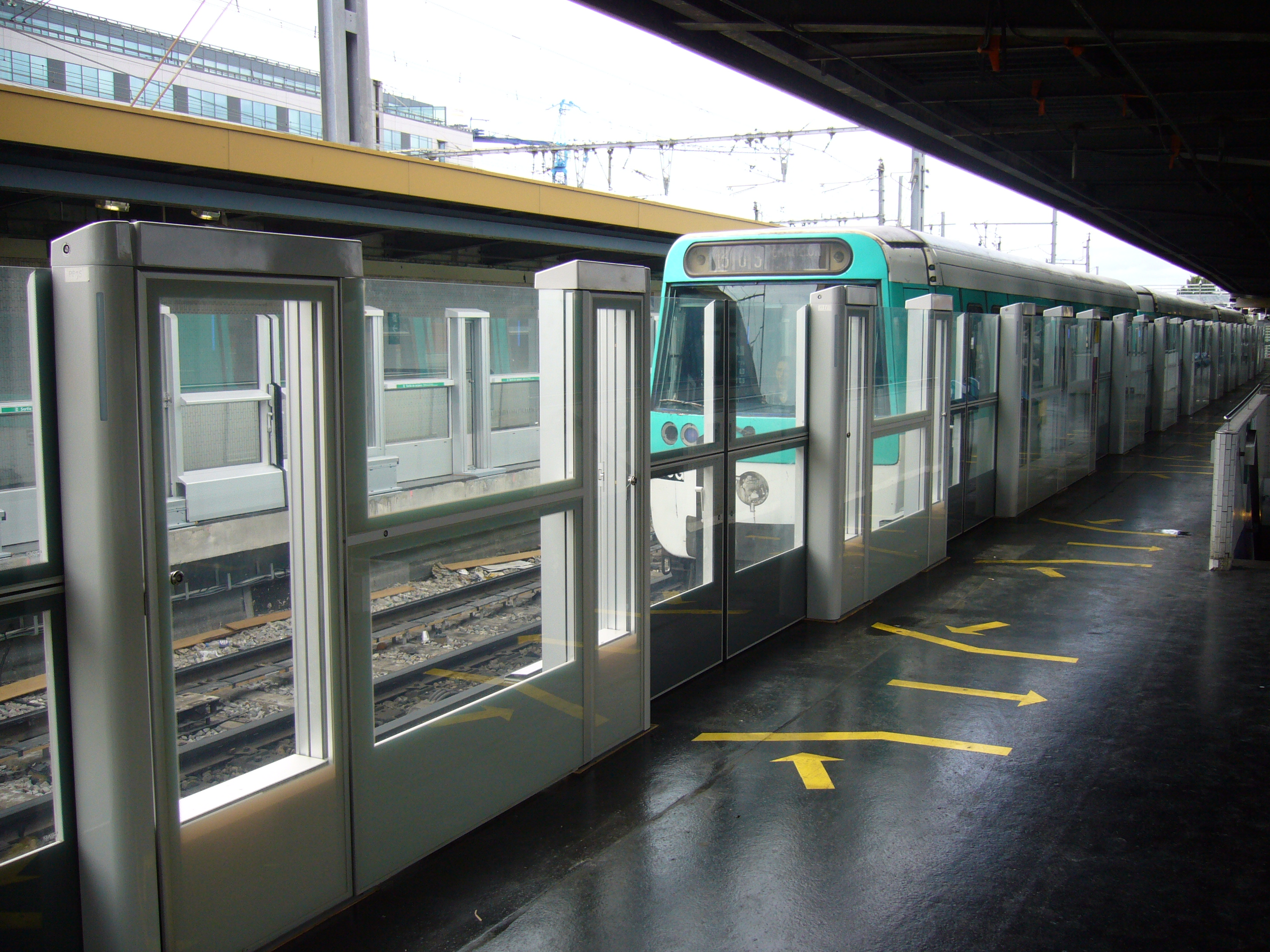
Состав модели MF 77 на станции